# 6 월드 트레이드 센터
6 월드 트레이드 센터(6 World Trade Center)는 미국 뉴욕주 뉴욕 시 맨해튼 구에 있던 세계 무역 센터의 부속 건물이다. 세계 무역 센터의 6번째 건물이었다. 약칭으로 6WTC이라는 별칭이 있었다. 지상 8층, 32m짜리 업무용 저층 빌딩으로 건설되었다. 2001년 9월 11일 9.11테러로 1WTC가 붕괴되면서, 그 잔해서 6WTC를 덮치면서 완파되었다.

## 역사
초기 1966년 뉴욕에 사무공간을 대량 공급하기 위해 계획되었다. 1966년 뉴욕 항만청은 기존에 있던 건물들을 철거하면서, 1970년 착공하였다. 착공 4년 만인 1974년 완공 및 개장했다. 이후 1993년 2월 26일 폭탄 테러가 발생하여 1994년까지 폐장하였으며 1994년 재개장하였다. 2001년 9월 11일 1 월드 트레이드 센터 건물이 붕괴되면서 그 잔해가 6 월드 트레이드 센터를 덮쳤다. 잔해가 덮치면서 내부에 대형 화재가 발생했고, 이로 인해 심한 구조적 충격을 받았다. 또한 건물 중앙에 대형 크레이터가 하나가, 남동쪽에 작은 크레이터 하나가 발생하였다.

## 건물의 구성
6 월드 트레이드 센터는 지상 8층과 콩쿠르층(지하)로 구성된 28m의 업무용 건물로 내부는 사무공간으로 구성되었다. 그리고, 세관, 총기 단속국 등 국가 중요 시설이 입주해 있기 때문에 6WTC 대부분의 구역은 민간인의 출입이 금지되었다.
자세한 층별 구성은 다음과 같다.
| 층수 | 입주 업체                                                 |
| ---- | --------------------------------------------------------- |
| 7    |                                                           |
| 6    | 미국 상무부, 주류·담배·화기 및 폭발물 단속국, 미국 노동부 |
| 5    |                                                           |
| 4    |                                                           |
| 3    |                                                           |
| 2    | 주류·담배·화기 및 폭발물 단속국                           |
| L    |                                                           |
| C    |                                                           |

## 붕괴 이후
심각한 손상을 입은 6 월드 트레이드 센터는 AFMC 강철 케이블로 건물을 고정한 이후 해체했다. 해체 이후 식스 월드 트레이드 센터가 있던 자리에는 현재 원 월드 트레이드 센터 및 국립 9·11 테러 메모리얼 & 박물관이 있다. 현재 6WTC 건설계획은 없다. 하지만, 퍼포밍 아트 센터가 6WTC로 변경될 가능성은 있다.

## 같이 보기
- 3 월드 트레이드 센터 (9·11 테러 이전)